# Obermumpf
Obermumpf é uma comuna da Suíça, situada no distrito de Rheinfelden, no cantão de Argóvia. Tem 5,06 km² de área e sua população em 2018 foi estimada em 1.074 habitantes.